# Мамаево (Граховский район)
Мамаево — деревня в Граховском районе Удмуртии, входит в Лолошур-Возжинское сельское поселение. Находится в 10 км к юго-западу от Грахово.